# Pentiment
Pentiment es un videojuego de aventuras desarrollado por Obsidian Entertainment y publicado por Xbox Game Studios. El juego se lanzó el 15 de noviembre de 2022 para las plataformas Windows, Xbox One y Xbox Series X/S. Posteriormente se lanzaron versiones para Nintendo Switch, PlayStation 4 y PlayStation 5 el 22 de febrero de 2024. Pentiment es una aventura narrativa con influencias de rol en 2D, ambientado a principios y mediados del siglo XVI en el Ducado de Baviera, en la ciudad alpina ficticia de Tassing. En este, el jugador tiene la tarea de investigar una serie de asesinatos de personas prominentes de los que otros habitantes del pueblo han sido acusados por diversas razones.
El desarrollador y director de videojuegos Josh Sawyer le presentó por primera vez Pentiment a Feargus Urquhart (presidente de Obsidian) cuando trabajaba en Black Isle Studios, pero se descartó por tener un atractivo muy de nicho. Sawyer lo reformuló como una aventura narrativa con componentes misteriosos y una jugabilidad similar a Night in the Woods y Oxenfree y se le volvió a presentar a Urquhart, cuando ambos trabajaban en Obsidian Entertainment y tras el lanzamiento de Pillars of Eternity II: Deadfire en 2018. El desarrollo empezó solo con dos personas, y posteriormente alcanzó las trece.

## Jugabilidad
Pentiment es un videojuego de rol narrativo de aventuras en 2D ambientado a principios y mediados del siglo XVI en el Ducado de Baviera, en una ciudad alpina ficticia de Tassing y su abadía cercana. El jugador tiene la tarea de investigar una serie de asesinatos de personas prominentes de los que otros habitantes del pueblo han sido acusados por diversas razones. Después de recopilar pruebas físicas y obtener información de la gente del pueblo, el jugador debe acusar a un individuo en función de quién cree que cometió el delito o quién merece más castigo. Simultáneamente con la trama de asesinato general, hay otros crímenes y conspiraciones, así como información sobre la historia del área.

## Trama
En 1518, Andreas Maler se encuentra en un aprendizaje como iluminador en la abadía de Kiersau, en las afueras de la pequeña ciudad de Tassing, en la Alta Baviera. Un día de abril, el barón Lorenz Rothvogel, amigo del príncipe-obispo de Freising y antiguo benefactor de Kiersau, hace una visita para comprobar el progreso de un manuscrito que encargó. Este expresa abiertamente su descontento con el estilo del manuscrito ilustrado e insiste en que Andreas complete las ilustraciones restantes. Al día siguiente, Rothvogel es encontrado muerto a puñaladas en la sala capitular de la abadía. Preocupado de que el asesinato del barón pudiera dañar la reputación de la abadía y conducir a su disolución, el abad Gernot asume que Piero, quien fue el primero en descubrir el cuerpo, cometió el crimen y lo mantiene detenido hasta que Jacob Estler, archidiácono del príncipe-obispo, pueda llevar a cabo una investigación. Sin embargo, Andreas cree que Piero es inocente y comienza una investigación propia.
Siete años más tarde, en 1525, Andreas regresa a Tassing y encuentra la ciudad a punto de rebelarse contra los fuertes impuestos del abad de Kiersau, inspirado por los Doce Artículos. El líder de esta revolución, Otto, es encontrado muerto y el abad es acusado del crimen. Una vez más Andreas investiga el crimen y descubre que varios miembros de la ciudad recibieron el mismo tipo de notas misteriosas que encontró anteriormente, todas tratando de manipular a estos sospechosos para que mataran a Otto. Hace una acusación contra uno de los sospechosos, que huye al molino y muere cuando la gente del pueblo lo incendia. Luego, la gente del pueblo prende fuego a la abadía y su biblioteca, y Andreas corre hacia las llamas para salvar los libros.
Pasan veinte años y, en 1545, el jugador asume el control de una nueva protagonista, Magdalena, una joven impresora y artista. El ayuntamiento contrata a su padre Claus para pintar un mural que representa la historia de Tassing, pero Claus es herido por un atacante desconocido y queda postrado en cama. Magdalena toma el puesto en su lugar y comienza a aprender sobre la controvertida historia de la ciudad, ya que fue construida sobre un sitio romano y supuestamente fue visitada y fundada por Saint Moritz. Magdalena también se entera de que Andreas está vivo, ya que sobrevivió al incendio y vivió como ermitaño en las ruinas de la abadía. Los dos descubren un templo romano debajo de la iglesia de la ciudad y descubren que el sacerdote de la ciudad, Thomas, fue el cerebro detrás de los acontecimientos. Thomas no quería que la gente del pueblo conociera la verdadera historia de la ciudad, ya que contradecía la versión cristiana de la historia, por lo que manipuló los asesinatos, además de envenenar al ex abad y atacar a Claus. Luego derrumba el templo para evitar que lo descubran, suicidándose en el proceso. Andreas y Magdalena escapan y esta última decide terminar el mural. Claus finalmente muere a causa de su herida y Magdalena decide dejar Tassing para ir a Praga, mientras Andreas permanece en la ciudad para comenzar una nueva vida.

## Desarrollo
El desarrollador y director de videojuegos Josh Sawyer presentó por primera vez Pentiment a Feargus Urquhart cuando trabajaba en Black Isle Studios. Sawyer se inspiró en la ficción histórica de Darklands, un videojuego de rol de 1992 de MicroProse que combinaba la Edad Media con temas sobrenaturales. Urquhart pensó que tendría poco atractivo fuera de los aficionados a la historia. Sawyer volvió a presentar a Urquhart, años después, cuando ambos trabajaban en Obsidian Entertainment, tras el lanzamiento de Pillars of Eternity II: Deadfire en 2018. Sawyer reformuló el juego como una aventura narrativa con componentes misteriosos y una jugabilidad similar a Night in the Woods y Oxenfree. El pequeño equipo de desarrollo fue acorde con la atracción de nicho del juego. Sawyer reconoció que el estilo artístico y el interés en el concepto de la directora de arte Hannah Kennedy fueron vitales para el apoyo inicial del proyecto. El estilo artístico del juego es una mezcla de manuscritos medievales tardíos, grabados tempranos y grabados en madera en la transición del arte medieval tardío al arte moderno temprano. El equipo buscó inspiración en manuscritos medievales iluminados en el Museo Getty y la Biblioteca Huntington en California, además de consultar con expertos en manuscritos como Christopher de Hamel. Inicialmente trabajaron como un equipo de dos, luego el equipo se amplió a 13 personas. Edmund Kern, Christopher de Hamel y Winston E. Black son historiadores medievales que se desempeñaron como consultores en el proyecto. La música para el juego fue compuesta e interpretada por Alkemie Early Music Ensemble. De cauerdo con el director del juego, Josh Sawyer, "[Alkemie es] un grupo de música, componen y graban como conjunto... la música con la que han contribuido al juego es estrictamente histórica o está inspirada históricamente". Además, la artista Lingua Ignota compuso la canción "Ein Traum" para el juego. La adquisición de Obsidian por parte de Microsoft en 2018 trajo accesibilidad al juego y soporte de localización, como un modo con tipos de letra más fáciles de leer, funciones como texto a voz y traducciones sólidas para personas que no hablan inglés en un juego con mucho texto. Pentiment se lanzó el 15 de noviembre de 2022 para las plataformas Xbox y Windows.

## Recepción
Pentiment recibió "críticas generalmente favorables", según el agregador de reseñas Metacritic. IGN elogió la mecánica de la presión del tiempo, diciendo que hizo que el juego fuera más tenso y añadía rejugabilidad: "nunca tienes suficiente tiempo para seguirlos a todos. Esto agregó cierta tensión bienvenida y me obligó a tomar muchas decisiones interesantes". A Destructoid le gustó que no hubiera una "ruta dorada" y que tuvieras ventajas y desventajas con cada elección que hicieras. A GamesRadar+ le encantó el entorno, sintiendo que capturaba la ansiedad de la época, "el amanecer de una nueva era es palpable, y la lucha por aceptarla retumba furiosamente en todo momento, ya sea de los monjes que todavía escriben tomos minuciosamente... o jóvenes tizones. que han aprendido a leer y a cuestionar la autoridad". Asimismo criticó la mecánica de elección, diciendo que era poco clara, el escritor de PC Gamer disfrutó de los personajes de la ciudad y el papel que juegan en la historia: "más de 25 años de chats, comidas compartidas... Eso hace que sea aún más difícil cuando quieres condenar a un hombre de familia por un crimen que en realidad podría no haber cometido". A The Guardian le gustó la escritura del juego: "El diálogo gotea con fascinantes detalles históricos, respaldado por un extenso glosario de términos". Por su parte, a PCGamesN no le gustó el ritmo y dijo que la historia se contaba "entre el ritmo de una caminata y el movimiento de las placas tectónicas". Polygon elogió el estilo artístico y sintió que los dibujos "inmediatamente aportan un sentido de estilo a lo que de otro modo podría ser una historia seca".